# 賓厄姆 (緬因州)
賓厄姆（英語：Bingham）是一個位於美國緬因州薩默塞特縣的鎮。

## 人口
根據2020年美國人口普查的數據，賓厄姆的面積為91.48平方千米，當中陸地面積為90.42平方千米，而水域面積為1.06平方千米。當地共有人口866人，而人口密度為每平方千米9人。